# Hyon Yong-chol
Hyon Yong-chol (* 11. Januar 1949 in Ŏrang-gun, Provinz Hamgyŏng-pukto; † 30. April 2015 (?)) war ein nordkoreanischer Militäroffizier und Verteidigungsminister. 

## Wirken
Er stand vom 17. Juli 2012 bis Oktober 2012 im Range eines Vizemarschalls. Im Oktober 2012 wurde er zum Armeegeneral (4 Sterne) degradiert, noch einmal im Juni 2013 zum Generaloberst (3 Sterne) und ein Jahr später im Juni 2014 im Rahmen seiner Ernennung zum Verteidigungsminister wieder zum Armeegeneral befördert.
Hyon Yong-chol wurde nach der Entlassung Ri Yong-hos 2012 zum Generalstabschef ernannt. Am 22. Mai 2013 wurde bekannt, dass Kim Kyok-sik wieder Generalstabschef wurde, der dieses Amt schon 2007 bis 2009 innegehabt hatte, bevor er von Ri Yong-ho abgelöst wurde. Im Juni 2014 wurde Hyon Yong-chol nordkoreanischer Verteidigungsminister.
Nach Angaben des südkoreanischen Geheimdienstes NIS sei er wegen „Untreue und Respektlosigkeit“ gegenüber Nordkoreas Staatschef Kim Jong-un am 30. April 2015 hingerichtet worden. Allerdings wurde diese Schlussfolgerung bereits einen Tag später durch denselben Dienst als bloße Möglichkeit relativiert. Einer ungenannten chinesischen Quelle zufolge, die der südkoreanische Nachrichtensender YTN anführte, soll Mitte Juni 2015 die offizielle Bestätigung der Hinrichtung Hyon Yong-chols von nordkoreanischen Botschaften an die Regierungen der jeweiligen Staaten übermittelt worden sein. Dennoch nähren einige Indizien weiterhin Zweifel, ob Ende April 2015 im Falle Hyons tatsächlich die vermeldete Hinrichtung erfolgte oder lediglich eine Amtsenthebung.